# Jesús Urteaga Loidi
Jesús Urteaga Loidi (San Sebastián, 7 de diciembre de 1921-Madrid, 30 de agosto de 2009) fue sacerdote católico español del Opus Dei, fundador de la revista Mundo Cristiano.

## Biografía
Jesús Urteaga Loidi nació el 7 de diciembre de 1921, en la ciudad española de San Sebastián (Guipúzcoa). Hijo de José Luis Urteaga Iyurroiz (1882-1960) y de Baldomera Loidi Puy y hermano del compositor y organista, Juan Urteaga (1914-1990). Por línea paterna heredó sus aficiones musicales. 
A los diecisiete años fundó las Juventues de Acción Católica de Guipúzcoa, de las que fue primer presidente. Estudió la carrera de Derecho en las Universidades de Valladolid, Valencia y Madrid, donde obtuvo la licenciatura. Defendió su tesis doctoral sobre "El privilegio paulino en el derecho canónico y en el derecho español" en la Universidad de Madrid el 30 de abril de 1952; y en 1957 obtuvo el doctorado en la Universidad Lateranense.
Conoció a san Josemaría Escrivá en Valladolid, y pidió la admisión al Opus Dei el 12 de agosto de 1940. Su ordenación sacerdotal fue el 25 de abril de 1948. En 1951 se trasladó como capellán al colegio Gaztelueta (Bilbao). Posteriormente fue vicerrector de la Basílica Pontificia de San Miguel (1959-1966). En 1961, la Santa Sede lo nombró su representante en el Congreso de la Unión Internacional de los Organismos Familiares, celebrada en Madrid.
Desarrolló una amplia labor de catequesis, a través de la televisión y del mundo editorial. Por lo que se refiere a la los primeros, su trabajo en Televisión Española comenzó en 1960 en el programa "El día del Señor". Un año después dirigió el programa "Solo para menores de dieciséis años. Siempre alegres para hacer felices a los demás", que se mantuvo semanalmente en pantalla hasta septiembre de 1966. Desde entonces y hasta 1970 hizo el programa "Habla contigo Jesús Urteaga".  Estos  programas le concedieron una notable popularidad en la España de los años sesenta y primer lustro de los setenta, por su talante optimista y positivo en lo sobrenatural, que divergía enormemente del clericalismo al uso de la época con una predicación donde se recordaba muy a menudo lo reprobable y condenable. Fue conocido como "el cura de la tele". En 1965 le fue concedido el Premio Nacional de Televisión Española.
Por lo que se refiere al mundo editorial, en 1963 fundó la revista Mundo Cristiano, con Javier Ayesta. Posteriormente, fundó y dirigió en Ediciones Palabra, las colecciones de libros Folletos mc (en la actualidad dBolsillo mc), Juvenil mc, Libros mc, Documentos mc, Biografías mc, Testimonios mc, Estudios Palabra, Mundo y Cristianismo, así como la colección más completa que se ha publicado en España sobre la familia, llamada "Hacer Familia".
Como escritor, publicó numerosos artículos en distintas revistas y periódicos españoles. Sus libros, publicados en la editorial Palabra y Rialp, tienen un número elevado de reediciones, y varias de sus obras han sido traducidas a las principales lenguas europeas y al chino.